# Mansur Isaev
Mansur Isaev (Daguestão, 23 de setembro de 1996) é um judoca russo que conquistou uma medalha de ouro nas Olimpíadas de 2012 na categoria até 73 kg.